# Mi Niña Bonita
A Mi Niña Bonita a venezuelai Chino y Nacho duó második stúdióalbuma. Megjelent 2010. április 6-án. A lemezen 12 dal található.

## Zeneszámok
1. Mi Niña Bonita 3:36
2. Se Apagó La Llama (R.K.M & Ken-Y) 4:31
3. Friday 3:48
4. Lo Que No Sabes Tú (El Potro Alvarez & Baroni) 3:52
5. Me Mata, Me Mata 3:41
6. La Pastillita 4:36
7. Dentro De Mí (Don Omar) 3:04
8. Ese Hombre Soy Yo 3:25
9. Voy A Caer En La Tentación 3:48
10. Una Opportunidad 4:00
11. Contigo 4:09
12. You Make Me Feel (Higha) (Baroni) 5:15